# ملعب باكو الأولمبي
ملعب باكو الأولمبي هو ملعب كرة القدم ذو سقف قابل للطي في بويوك شور، باكو، أذربيجان، افتتح في 6 مارس 2015. المستأجر الرئيسي للملعب هو المنتخب الوطني لأذربيجان، الذي انتقل من مقره السابق ملعب توفيق بهراموف الجمهوري. يجري بناء الملعب من قبل شركة تكفن التركية. لدى الملعب سعة ل69,870 شخص وهذا هو أكبر ملعب في البلاد.

## وصلات خارجية
- Tekfen (بالتركية) (بالإنجليزية)
- Skyscrapercity.com

(بالإنجليزية)